# La sirenita (película de 2018)
La sirenita es una película de fantasía y aventura vagamente basada en la novela de Hans Christian Andersen del mismo nombre. Fue dirigida y escrita por Blake Harris, codirigida por Chris Bouchard, y producida por Armando Gutiérrez y Robert Molloy. La película fue estrenada el 17 de agosto de 2018.

## Sinopsis
Un joven periodista y su sobrina descubren una bella y encantadora criatura marina, y creen que se trata de una sirena real.

## Reparto
- William Moseley como Cam Harrison.[2]
- Loreto Peralta como Elle.[3]
- Poppy Drayton  como Elizabeth.[4]
- Armando Gutierrez como Locke.
- Shirley MacLaine como Eloise.[5]
- Shanna Collins como Thora.[6]
- Diahann Carroll
- William Forsythe
- Gina Gershon
- Claire Crosby[7]

## Producción
La película sería titulada originalmente A Little Mermaid. El rodaje tuvo lugar en Savannah, Georgia, en 2016.

## Recepción
The Little Mermaid recibió reseñas generalmente negativas de parte de la crítica y de la audiencia. En el sitio web especializado Rotten Tomatoes, la película posee una aprobación de 20%, basada en 5 reseñas, con una calificación de 4.1/10, mientras que de parte de la audiencia tiene una aprobación de 23%, basada en más de 250 votos, con una calificación de 2.0/5.
En el sitio IMDb los usuarios le asignaron una calificación de 4.3/10, sobre la base de 9100 votos, mientras que en la página web FilmAffinity la cinta tiene una calificación de 2.6/10, basada en 531 votos.